# Moritz Traube
Moritz Traube (Ratibor, 1826 – Berlino, 1894) è stato un fisiologo tedesco.
Fratello di Ludwig Traube, fu per lungo tempo assistente di Rudolf Heidenhain a Breslavia. Non ottenne mai titoli di studio (a parte un dottorato ad honorem dell'università di Halle, 1867) e non fu rispettato dagli ambienti accademici.
È noto per aver classificato gli enzimi in base alla loro funzione specifica.
I suoi figli furono il chimico Wilhelm Traube ed il mineralogista Hermann Traube.